# Ададуров, Иван Евграфович (инженер)
Ива́н Евгра́фович Ададу́ров (22 апреля (4 мая) 1841 — 1 (14) января 1907) — русский инженер путей сообщения. В 1869—1884 и в 1887—1907 председатель правления Рязанско-Уральской железной дороги.

## Биография
Родился 22 апреля (4 мая) 1841 года.
В 1859 году окончил Петербургское строительное училище. По успеваемости был первым в выпуске, что отмечено на мраморной доске института. В 1860—1861 годах служил помощником архитектора чертёжной правления IV ОПСиПЗ в Москве, затем начальником строительной дистанции Московско-Ярославской железной дороги.
Дальнейший трудовой путь И. Е. Ададурова «Большая биографическая энциклопедия» описывает краткой фразой: «В дальнейшем служил на жел. дор. С 1875 — в отставке», не указывая ни года смерти, ни главного места работы инженера на протяжении, в общей сложности, 45 лет. Не подтверждается другими источниками якобы имевшая место его отставка в 1875 году. Тем временем, со ссылкой на сборник Г. В. Барановского (1893), а также на посмертные публикации 1907 года в «Известиях Общего Бюро Совещательных Съездов» и в журнале «Железнодорожное Дело» указывается, что впервые гражданский инженер И. Е. Ададуров был избран председателем правления Рязанско-Уральской железной дороги ещё в июне 1869 года, и состоял в этой должности до 1884 года. Как раз 1884—1885 годами датируется и портрет И. Е. Ададурова кисти И. Е. Репина.
В 1887 году И. Е. Ададуров был избран на ту же должность повторно, и занимал её ещё почти 20 лет, по день своей смерти, 1 (14) января 1907 года.
В «Истории горного дела» А. И. Грибанов со ссылкой на Л. К. Гноинского и Н. К. Флиге также указывает, что в 1897—1904 годах инженер, коллежский советник И. Е. Ададуров был также одним из директоров Таганрогского металлургического общества, выйдя в отставку как коллежский советник в 1904 году.
Похоронен на Никольском кладбище Александро-Невской лавры в Петербурге.

## Печатные труды
- Ададуров И. Е. К истории Рязанско-Козловской железной дороги. 1865—1864 [!1884]. — М.: тип. А.И. Мамонтова и К°, 1887. — 170 с.